# Jorge Oliva
Jorge Oliva (San José de la Rinconada, Sevilla, 21 de agosto de 1983) es un balonmanista español, formado en la cantera del BM Rochelambert que actualmente juega en el PROIN Triana, tras una dilatada carrera en diversos equipos de la liga ASOBAL y División de Honor Plata.

## Trayectoria
Jorge Oliva comenzó sus primeros pasos en el balonmano en cantera del Rochelambert, club en el que disputó la temporada 2001/02 la División de Honor Plata. Con sólo 18 años, arrancaba su periplo profesional en la máxima categoría del balonmano español, concretamente en las filas del BM Altea en la campaña 2002/03.
De las cinco temporadas disputadas en el club alicantino, la primera fue la más productiva, llegando a ser cuarto en la Liga Asobal, semifinalista del a Copa del Rey y también de la Copa EHF. De esta misma copetición, llegaría a disputar la final la siguiente temporada 2003/04 contra el THW Kiel. El final final de Oliva en el club, coincidió con la decisión de la junta directiva del club de renunciar a competir en la liga ASOBAL por los graves problemas económicos de la entidad que tenía un déficit de 750.000 euros.
La temporada 2007-08 la jugaría precisamente en el club que compró la plaza que dejó el Altea en liga Asobal. Este club fue el BM Cantabria, equipo histórico del balonamno español en horas bajas, que al finalizar la temporada descendería igualmente de la liga Asobal al no haber entregado los avales exigidos por la Federación, la Liga y la Asociación de Jugadores, con lo que bajó automáticamente a División de Honor B.
En la temporada 2008-09 Jorge Oliva recaló en el Ciudad Encantada de Cuenca. El técnico servio Goran Džokić apostó por el sevillano en su regreso a la Asobal después de muchos años. Avalado por su trayectoria en el BM Altea y Teka Cantabria llegó como segundo guardameta complementando a Bozic. Sus paradas le hicieron ganarse el cariño de la afición de El Sargal, pero al término de esa campaña, en la que sufriendo mucho salvó la categoría, no hubo acuerdo económico entre Oliva y el club conquense y se separaron sus caminos para llegar a Guadalajara.
En el Quabit BM Guadalajara jugaría las 3 próximas temporadas. La primera de ellas (2009/10) jugó en División de Honor B, donde fue decisivo en la tanda de penaltis que dio el ascenso a Asobal. En la segundo temporada (2010/2011), siguió siendo clave en la puerta y consiguió la permanencia en Asobal al quedar en el puesto 13. La segunda temporada en Asobal (2011/12) fue especialmente dura y tuvo a los alcarreños contra las cuerdas. Solo el carácter y coraje de los hombres del Quabit BM Guadalajara evitaron un posible descenso, para acabar en decimocuarta posición.

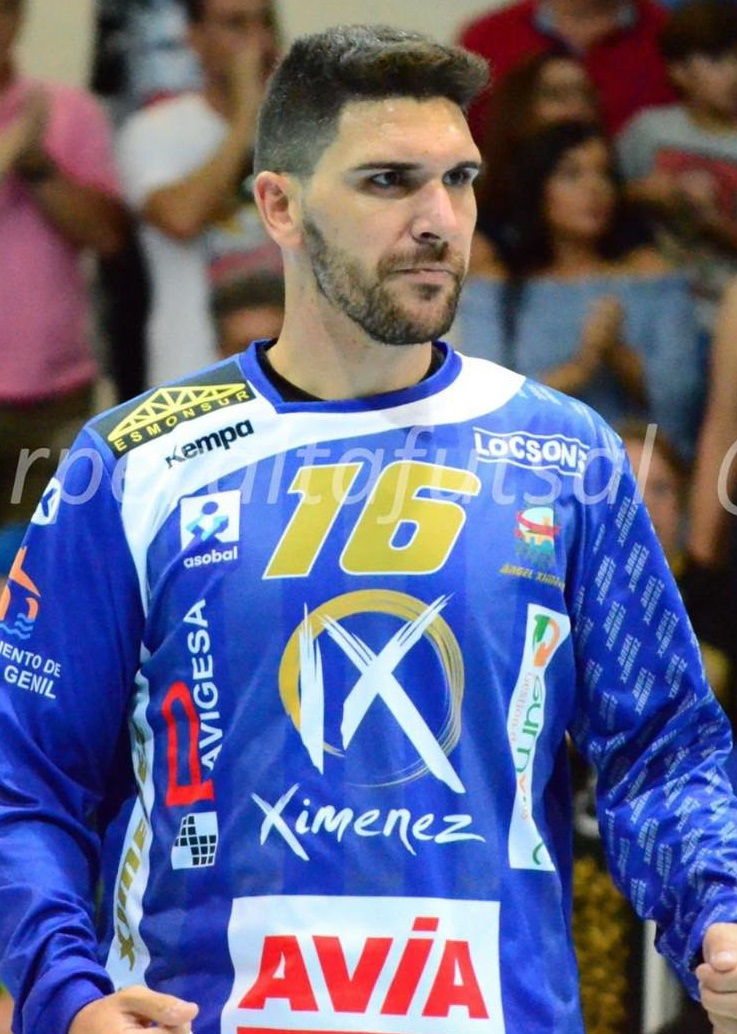
Oliva en el Ángel Ximénez

La temporada 2012/13 dio un giro en la trayectoria de Oliva, ya que recaló en las filas del equipo rumano del CSM București, si bien en el mercado de invierno reforzó las filas del BM Puente Genil que aspiraba esa temporada a organizar la fase de ascenso a liga Asobal y se reforzó con el sevillano para aspirar a ascender a la máxima categoría. Finalmente la fase de ascenso se disputó en Irún, aunque fue el equipo cordobés el que se llevó el gato al agua tras su victoria frente al equipo local por 26-28.
Gracias a su buen papel en la temporada anterior en el Puente Genil, de cara a la 2013/14 Oliva recibió muchas ofertas, incluso del balonmano húngaro, aunque finalmente acabó fichando por un viejo conocido: el BM Ciudad Encantada, donde disputó las dos últimas temporadas En un equipo renovado tras númerosas bajas por la crisis económica, el Globalcaja Ciudad Encantada, llamado así por motivos de patrocinio finalizó en una muy meritoria sexta plaza a tan sólo 7 puntos de la plaza europea que fue a parar al Ademar León. La temporada 2014/15 tocó sufrir y el equipo se salvó del descenso por tan sólo 2 puntos.

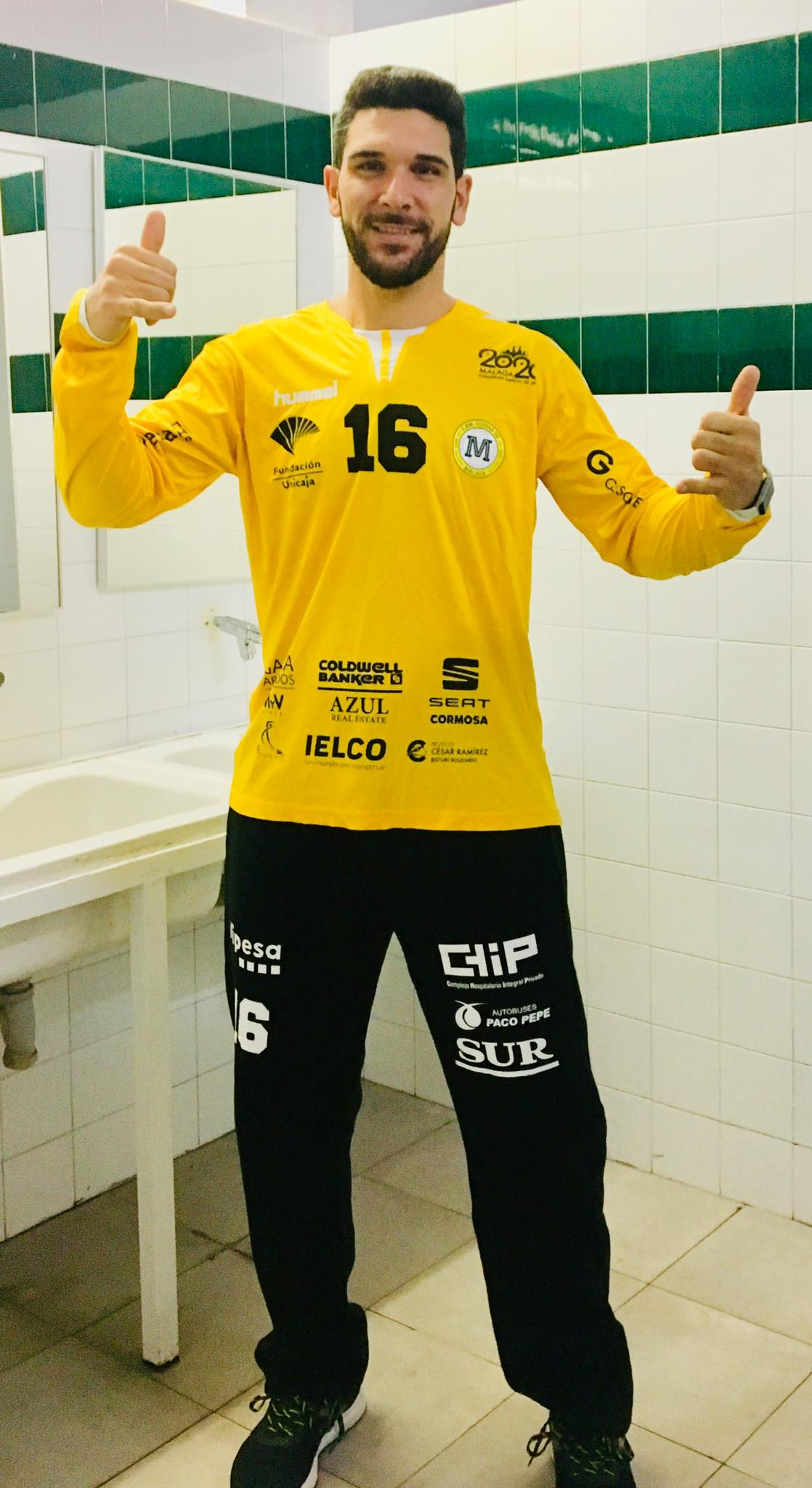
Oliva en el TROPS Málaga

La exigencia de la pasada campaña fue un punto clave para Oliva que tomó la decisión de volver al BM Puente Genil para estar más cerca de su familia. El sevillano fue el primer fichaje del conjunto cordobés en el que estaría 3 años en la liga ASOBAL.
La campaña 2018/19 supuso un nuevo cambio para el guardamente sevillano, que dispustaría las 4 próximas temporadas (las 3 úlitmas en División de Honor Plata) en el conjunto del CB Ciudad de Málaga, donde fue uno de los principales baluartes del equipo.
En la actualidad, y tras su paso por Málaga, Oliva regresó a casa tras su fichaje por el BM PROIN Triana, que milita en Primera División Nacional. El equipo para la campaña 2022/23 propuso un sólido proyecto con el patrocinio del Grupo PROIN y la dirección técnica de Juan Andreu. Oliva fue la guinda a la plantilla, a la que se sumó tras los fichajes del colombiano Dilan Belalcázar, el internacional chileno Víctor Donoso y el central portugués Gonçalo Areias.

### Temporadas en Liga Asobal
| Temporada | Liga                               | Equipo                                             | Goles | Paradas | Partidos | Media |
| --------- | ---------------------------------- | -------------------------------------------------- | ----- | ------- | -------- | ----- |
| 2017/2018 | 28ª Liga Loterías ASOBAL           | Ángel Ximénez P. Genil                             | 1     | 177     | 30       | 5,90  |
| 2016/2017 | 27.ª Liga Loterías ASOBAL          | Ángel Ximénez P. Genil                             | 0     | 200     | 29       | 6,90  |
| 2015/2016 | 26ª Liga BAUHAUS ASOBAL            | Ángel Ximénez P. Genil                             | 0     | 160     | 29       | 5,52  |
| 2014/2015 | 25ª LIGA ASOBAL BAUHAUS            | REBI Balonmano Cuenca                              | 0     | 295     | 30       | 9,83  |
| 2013/2014 | 24ª Liga ASOBAL                    | REBI Balonmano Cuenca BM. Ciudad Encantada         | 0     | 0       | 30       | 0,00  |
| 2011/2012 | 22ª Liga ASOBAL                    | CÍVITAS BM. Guadalajara A.D. Ciudad de Guadalajara | 0     | 0       | 30       | 0,00  |
| 2010/2011 | 21ª Liga ASOBAL                    | CÍVITAS BM. Guadalajara A.D. Ciudad de Guadalajara | 0     | 0       | 30       | 0,00  |
| 2008/2009 | 19ª Liga Sabadell-Atlántico ASOBAL | REBI Balonmano Cuenca BM. Ciudad Encantada         | 0     | 0       | 28       | 0,00  |
| 2007/2008 | 18ª Liga ASOBAL                    | BM. Cantabria                                      | 0     | 0       | 30       | 0,00  |
| 2006/2007 | 17ª Liga ASOBAL                    | BM. Altea                                          | 0     | 0       | 30       | 0,00  |
| 2005/2006 | 16ª Liga ASOBAL                    | BM. Altea                                          | 0     | 0       | 30       | 0,00  |
| 2004/2005 | 15ª Liga Allianz ASOBAL            | BM. Altea                                          | 1     | 0       | 30       | 0,00  |
| 2003/2004 | 14ª Liga Allianz ASOBAL            | BM. Altea                                          | 0     | 0       | 30       | 0,00  |
| 2002/2003 | 13ª Liga ASOBAL                    | BM. Altea                                          | 0     | 0       | 30       | 0,00  |
| Total     | Total                              | Total                                              | 2     | 832     | 416      | 7,05  |

- El número de paradas empezó a registrarse en la temporada 2014/2015.

Fuente:Liga Asobal